# Miroslav Komárek
Miroslav Komárek (ur. 20 kwietnia 1924 w Lazníkach, zm. 15 sierpnia 2013 w Ołomuńcu) – czeski językoznawca. Jego badania koncentrowały się na rozwoju historycznym języka czeskiego, zwłaszcza w zakresie fonologii i struktury morfematycznej.

## Życiorys
W 1943 roku zdał maturę w gimnazjum w Ołomuńcu. Wstąpił na Wydział Filozoficzny Uniwersytetu Karola w Pradze, gdzie studiował języki czeski i rosyjski. Po odnowieniu Uniwersytetu w Ołomuńcu przeniósł się na jego Wydział Filozoficzny. W 1949 roku uzyskał tytuł PhDr. i został nauczycielem akademickim. Habilitował się w 1962 roku.
Autor prac z różnych dziedzin językoznawstwa. W 1979 roku wydał pracę Příspěvky k české morfologii, często cytowaną w publikacjach na temat czeskiej morfologii. Członek rady redakcyjnej czasopisma „Slovo a slovesnost”.
Od 2005 roku profesor emerytowany Uniwersytetu Palackiego. W 2012 r. opublikował Dějiny českého jazyka, stanowiące podsumowanie jego działalności akademickiej.

## Wybrane publikacje
- Historická mluvnice česká 1 – Hláskosloví, 1958
- Język czeski – Tymczasowy podręcznik dla klasy dziewiątej dziewięcioletniej szkoły podstawowej z polskim językiem nauczania, 1967
- Język czeski dla klasy dziewiątej dziewięcioletniej szkoły podstawowej z polskim językiem nauczania, 1968
- Nástin morfologického vývoje českého jazyka, 1976
- K aktuálním metodologickým otázkám jazykovědy, 1978
- Příspěvky k české morfologii, 1979
- Nástin fonologického vývoje českého jazyka, 1982
- Dějiny českého jazyka, 2012